# كونفياسا
كونفياسا هي شركة طيران والناقل الوطني في فنزويلا. وتتخذ من مطار سيمون بوليفار الدولي في العاصمة كاراكاس مركزاً لعملياتها.